# Take It Like a Man
«Take It Like a Man» es una canción de la artista estadounidense Cher. Fue compuesta por ella, junto con Tim Powell, Tebey Ottoh y Mary Leay. Su lanzamiento fue previsto como el segundo sencillo de su vigésimo sexto álbum de estudio Closer to the Truth, sin embargo, fue desplazado como tercer estreno luego de la insistencia de Warner de lanzar una balada al mercado: «I Hope You Find It». El cantante Jake Shears prestó su voz como vocalista secundario en esta canción.
«Take It Like a Man» fue lanzado en las plataformas digitales el 8 de noviembre de 2013, y en formato de 12 pulgadas el 16 de diciembre del mismo año.

## Promoción

### Video de 7th Heaven
La productora británica 7th Heaven aportó varios remix de «Take It Like a Man» de los cuales, creó un video estrenado el 20 de noviembre de 2013. En él se puede apreciar varios modelos de la compañía Andrew Christian, así como algunos actores de pornografía gay, tales como Antonio Biaggi. La línea del video muestra un grupo de hombres, en ropa íntima, lavando un automóvil con gestos sugestivos, luego parten en un catamarán al océano en donde simulan perderse en una isla desierta. En la escena final, los hombres se enfrentan en dos bandos (Tasty & Yummy y Hot Bottoms) bailando al estilo twerk (movimiento rápido de la cadera). Parte del video contiene material extraído de publicidad  comercial de Andrew Christian.
Debido a su contenido explícito, el video y la canción ganaron atención en algunos portales web. Cher lo compartíó en sus redes de Twitter y Facebook con la leyenda: «Some friends made me a present for ‘Take It Like a Man’ - Watch it here / Unos amigos me hicieron un regalo para ‘Take It Like a Man - Véanlo aquí». El portal de temática LGBT OUT destacó el esfuerzo del video, comentando: «[Cher] ha salido realmente del armario con esto», mientras que Marc Felion del programa Feast of Fun declaró: «este puede ser posiblemente el video más gay de la historia». Para el dos de diciembre, ya había acumulado más de medio millón de vistas en el portal YouTube.

## Pistas de canciones

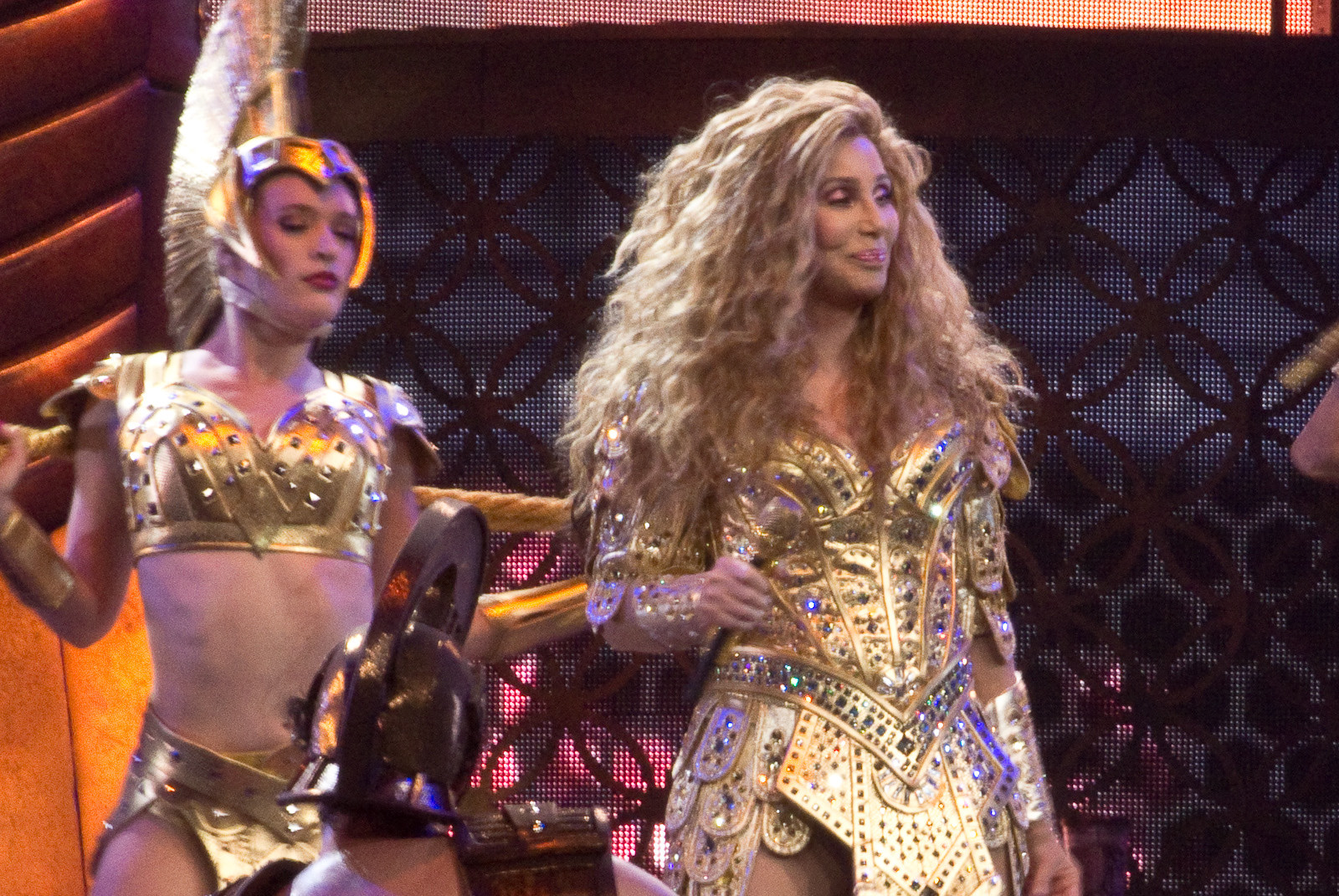
Cher interpretando "Take It Like a Man" durante Dressed to Kill Tour, 2014

- Take It Like a Man – sencillo en 12" / sencillo digital:

1. "Take It Like a Man" – 4:10
2. "Take It Like a Man" (Over-The-Top Mix) – 6:55
3. "Take It Like a Man" (Over-The-Top Edit) – 3:38
4. "Take It Like a Man" (7th Heaven Mix) – 7:52
5. "Take It Like a Man" (7th Heaven Edit) – 4:41
6. "Take It Like a Man" (Over-The-Top Instrumental) – 6:54

- Take It Like a Man – The Remixes – EP digital:[9]

1. "Take It Like A Man" (Tony Moran Destination Club Remix) – 9:20
2. "Take It Like A Man" (JRMX Club Remix) – 7:16
3. "Take It Like A Man" (Paulo & Jackinsky Club Remix) – 7:54
4. "Take It Like A Man" (Dany Cohiba Remix) – 6:17
5. "Take It Like A Man" (Nikno Club Remix) – 6:29
6. "Take It Like A Man" (DJ Laszlo Club Remix) – 8:40
7. "Take It Like A Man" (Myke Rossi Club Remix) – 7:02
8. "Take It Like A Man" (Tony Moran Dub Remix) – 7:35

## Posicionamiento en listas

### Semanales
| Estados Unidos | Billboard Dance Club Songs       | 2  |
| Estados Unidos | Billboard Dance/Electronic Songs | 23 |

## Historial de lanzamientos
| País           | Fecha                   | Formato          | Sello discográfico   |
| -------------- | ----------------------- | ---------------- | -------------------- |
| Mundialmente   | 8 de noviembre de 2013  | Sencillo digital | Warner Bros. Records |
| Reino Unido    | 16 de diciembre de 2013 | Sencillo en 12"  | Warner Bros. Records |
| Alemania       | 24 de diciembre de 2013 | Sencillo en 12"  | Warner Bros. Records |
| Estados Unidos | 28 de enero de 2014     | Digital EP       | Warner Bros. Records |